# Cape Aston
Cape Aston är en udde på östra sidan av ön Baffinön i Nunavut i Kanada. Norr om Cape Aston ligger fjorden Inugsuin Fiord och söder ligger viken Artic Harbour. Utanför Cape Aston ligger havet Baffinbukten fram till Grönland. Cape Aston Delta rinner ut fem kilometer söder om udden.